# 신성대학교
신성대학교(新星大學校, Shinsung Univeristy)는 대한민국 충청남도 당진시의 사립 전문대학이다.

## 연혁
1994년 11월 17일, 학교법인 태촌학원에 의하여 신성전문대학이 설립되었다. 이듬해 3월 1일 개교하였다. 1998년 5월, 신성대학으로 교명을 변경하였고, 2011년 12월 1일, 신성대학교로 교명을 변경하여 현재에 이르고 있다.

## 교육편제
신성대학교는 자체적으로 인문사회, 자연과학, 공학, 예체능 등 4개 계열을 편성하고 하위로 28개 학과를 편성하여 전문학사 학위 과정을 교수하고 있다. 한편, 간호학과의 경우 간호학부로 별도로 편성하고 있다.

## 캠퍼스 풍경
신성대학교는 충청남도의 사립 전문대학으로, 당진시 덕마리에 그 교사가 위치한다. 캠퍼스가 산지 지형에 위치한 관계로 기반 시설은 부족한 편이며, 캠퍼스 남측으로 서해안 고속도로가 지나가고 있다.
캠퍼스 북측으로 대학 본부 건물과 도서관 건물 등이 자리 잡으며, 남측에 골프장이 위치하고 있다.